# Liteulumado
Liteulumado is een bestuurslaag in het regentschap Lembata van de provincie Oost-Nusa Tenggara, Indonesië. Liteulumado telt 193 inwoners (volkstelling 2010).